# Can-avid
Can-avid (Bayan ng Can-avid) är en kommun i Filippinerna. Kommunen ligger på ön Samar, och tillhör provinsen Östra Samar. Folkmängden uppgår till 17 228 invånare.

## Barangayer
Can-avid är indelat i 28 barangayer.
| - Balagon - Baruk - Boco - Caghalong - Camantang - Can-ilay - Cansangaya - Canteros - Carolina - Guibuangan - Jepaco - Mabuhay - Malogo - Obong | - Pandol - Barangay 1 Poblacion - Barangay 2 Poblacion - Barangay 3 Poblacion - Barangay 4 Poblacion - Barangay 5 Poblacion - Barangay 6 Poblacion - Barangay 7 Poblacion - Barangay 8 Poblacion - Barangay 9 Poblacion - Barangay 10 Poblacion - Salvacion - Solong - Rawis |